# Pumper Nic
Pumper Nic fue una franquicia argentina de restaurantes de comida rápida. La empresa fue fundada en 1974 por Alfredo Lowenstein y permaneció abierta hasta 2000, siendo la primera cadena de hamburgueserías existente en Argentina. Sus principales productos eran las hamburguesas y las papas fritas.
La franquicia alcanzó su mayor popularidad en la década de 1980, con más de 70 restaurantes. Sin embargo, acabó viéndose lastrada por la llegada de McDonald's y Burger King, así como por la ausencia de una gestión centralizada.

## Historia
La empresa fue fundada en 1974 por Alfredo Lowenstein, cuya familia contaba con experiencia en la industria cárnica. Su padre, Ludwig Lowenstein, era un judío alemán que había emigrado a Argentina en 1935 y logró hacer fortuna con negocios ganaderos en la Provincia de Entre Ríos.  Por otro lado, su hermano Ernesto era el fundador de la marca de hamburguesas Paty.
El primer Pumper Nic abrió sus puertas el 8 de octubre de 1974 en la calle Suipacha de Buenos Aires, cerca de la avenida Corrientes, bajo gestión de la sociedad anónima Facilvén. Lowenstein sabía que ninguna de las franquicias estadounidenses operaba en Argentina, así que intentó emular el modelo de hamburguesería adaptado al público de su país. Para ello se basó en el método de Burger King, inspirado en las cadenas de montaje y en el autoservicio; logró comprar las máquinas Insta-Broiler que utilizaban en sus cocinas, e incluso llegaron a copiarle el manual de procedimiento.
El nombre elegido, Pumper Nic, era un juego de palabras con el pan alemán pumpernickel, y el primer logotipo era idéntico al clásico de Burger King. También se adoptó como mascota un hipopótamo verde llamado Nic. Los productos tenían sus propios nombres para distinguirse, tales como Pumper (hamburguesa), Mobur (jamón cocido y huevo frito) y Frenys (papas fritas).
Pumper Nic se hizo muy popular entre la juventud de Buenos Aires y tuvo una rápida expansión en los años 1980, con hitos como la presentación del álbum debut de Soda Stereo en 1984. En su mejor momento llegó a tener más de 70 locales abiertos, con una facturación total de 60 millones de dólares al año. No obstante, el crecimiento había sido demasiado rápido y apenas existían controles sobre los franquiciados, lo que provocó muchas diferencias de calidad entre locales.  La llegada a Argentina de McDonald's (1986) y Burger King (1989), que sí establecieron una gestión centralizada, supuso el golpe definitivo. A finales de la década, Burger King ganó una demanda judicial por plagio y Pumper Nic tuvo que modificar su logotipo.
En 1990, Alfredo cedió la gestión a su hijo Diego Lowenstein. Entre otras decisiones el nuevo dueño renovó la imagen corporativa de la empresa, que pasó llamarse Pumper; ordenó el cierre de las sucursales menos rentables, e impuso una gestión en provincias a través de franquiciados, lo que redujo su peso a 35 restaurantes en 1995. Las medidas no bastaron para reconducir una situación de quiebra. En 1996, Diego había llegado a un acuerdo para gestionar las franquicias de Wendy's en Argentina, y decidió deshacerse de Pumper con una venta a Finchley Holding, un fondo de inversión que no supo reconducir la situación, agravada por la crisis económica.
Todos los locales de Pumper fueron cerrando de forma progresiva. El último, ubicado en Villa Gesell, dejó de funcionar en marzo de 2000. Facilvén se declaró en quiebra en mayo del mismo año, lo que significaba la desaparición definitiva. Aunque Pumper ya no existe, en 2020 un particular abrió una hamburguesa en el Moreno Shopping Center de Moreno (Buenos Aires) que recicló la decoración de una antigua sucursal.